# Tifatul Sembiring
Tifatul Sembiring (ur. 28 września 1961 w Bukittinggi) – indonezyjski polityk; minister komunikacji i informatyki w okresie od 22 października 2009 r. do 30 września 2014.